# منهال سهیل
منهال سهیل (انگلیسی: Minhal Sohail؛ زادهٔ ۳ ژانویهٔ ۱۹۹۵) تیرانداز اهل پاکستان است. وی در بازی‌های المپیک تابستانی ۲۰۱۶ شرکت کرده‌است.